# Asalouyeh
Asaluyeh (în persană عسلويه, romanizat și ‘Asalūyeh) este un oraș din Iran; capitală pentru Comitatul Asaluyeh din Provincia Bushehr. În 2006 avea o populație de 4.746 de locuitori.